# Eryngium yuccifolium
Eryngium yuccifolium es una planta herbácea perteneciente a la familia Apiaceae.

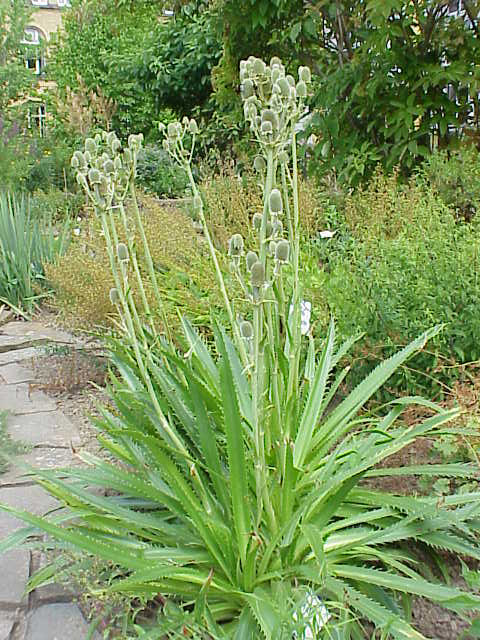
Vista de la planta

## Distribución
Es nativa de las praderas de hierbas del centro y este de Norteamérica, desde Minnesota a  Ohio y sur de Texas y Florida. 

## Descripción
Crece hasta los 1.8 m de altura con hojas lineales de 15-100 cm de longitud pero de solor 1-3 cm de ancho, con espinas marginales. Las flores se producen en densas umbelas de 1-3 cm de diámetro, cada una de color blanca-verdosa o blanca azulada de 3-4 mm de diámetro.  
Obtiene su nombre de los nativos americanos que usaban sus raíces como antídoto para las mordeduras de las serpientes venenosas. El nombre científico le fue dado por su semejanza con las hojas de la yuca.

## Taxonomía
Eryngium yuccifolium fue descrita por André Michaux y publicado en Flora Boreali-Americana 1: 164. 1803.
Etimología
Eryngium: nombre genérico que probablemente hace referencia a la palabra que recuerda el erizo: "Erinaceus" (especialmente desde el griego "erungion" = "ción"), sino que también podría derivar de "eruma" (= protección), en referencia a la espinosa hojas de las plantas de este tipo.
yuccifolium: epíteto que significa "con hojas de yucca. 
 Sinonimia
- Eryngium aquaticum var. synchaetum (A. Gray ex J.M. Coult. & Rose) H. Wolff
- Eryngium synchaetum J.M.Coult. & Rose[2]